# پفالتس علیا
فالتس علیا (به آلمانی: Oberpfalz) یک منطقه باواریا و رگیرونگسبتسیرک در آلمان است که در بایرن واقع شده‌است.

## خصوصیات
فالتس علیا  ۱٬۰۸۵٬۲۱۶ نفر جمعیت دارد.